# بخش میامی (شهرستان همیلتون، اوهایو)
بخش میامی (به انگلیسی: Miami Township) یک منطقهٔ مسکونی در ایالات متحده آمریکا است که در شهرستان همیلتون، اوهایو واقع شده‌است.
 بخش میامی ۶۱٫۶ کیلومتر مربع مساحت و ۱۵٬۷۵۷ نفر جمعیت دارد و ۲۳۷ متر بالاتر از سطح دریا واقع شده‌است.